# Marek Bargiełowski
Marek Bargielowski est un acteur de théâtre, de cinéma et de télévision polonais, né le 11 septembre 1942 à Starachowice et mort le 26 mars 2016 à Konstancin-Jeziorna.

## Biographie
Il est né et a grandi à Starachowice où il obtient son baccalauréat au lycée Tadeusz Kościuszko. Il est diplômé de l'École des Instituteurs. En 1967 il sort diplômé de l'Académie de théâtre Alexandre-Zelwerowicz, il étudiait avec Jerzy Zelnik et Daniel Olbrychski. En 1966, pendant ses études il interprète le rôle de Howard Newsome dans la pièce de Thornton Wilder dirigée par Aleksander Bardini. En 1967 il commence à travailler au Théâtre Wilam Horzyca à Toruń, ensuite il se produit au Théâtre Stefan Jaracz à Łódź (1972-1974), puis au Théâtre dramatique de Varsovie (1974–1984), au Théâtre Powszechny de Varsovie (1984–1989) et au Théâtre Contemporain (Teatr Współczesny) (1989–2006).

## Théâtre
- 1967 : "Iphigénie en Tauride" : Pylade
- 1968 : "Comme il vous plaira" : Orlando
- 1968 : "Pygmalion" : Freddy Eynsford-Hill
- 1969 : "Crime et Châtiment" : Nicolas
- 1970 : "Hamlet" : Hamlet
- 1970 : "Le Mariage" : Anoutchkine
- 1972 : "Antigone" : Créon
- 1975 : "Yvonne, princesse de Bourgogne" : Cyrille
- 1976 : "Jacques le Fataliste et son maître" : le valet
- 1977 : "Le Roi Lear" : le duc de Cornouailles
- 1978 : "Médée" : Jason
- 1983 : "Le Mariage de Figaro" : le comte Almaviva
- 1987 : "Le Maître et Marguerite" : le maître
- 1991 : "La Nuit des rois" : Fabien
- 1993 : "La Visite de la vieille dame" : le maire
- 1995 : "Les Âmes mortes" : Manilov

## Filmographie partielle
- 1966 : Małżeństwo z rozsądku (Le Mariage de raison) : l'acolyte de Kwilecki
- 1973 : Un grand amour de Balzac : le poète Lesiński
- 1975 : L'Histoire du péché : Adolf Horst
- 1978 : Co mi zrobisz, jak mnie złapiesz (Que me ferez-vous si vous m'attrapez) : le gynécologue, une connaissance de Krzakoski
- 1982 : Sur les bords de l'Issa : Dionizy, le frère de Romuald
- 1982 : Une histoire sans intérêt : Michał
- 1984 : L'Année du soleil calme : le médecin
- 1989 : Lawa (La lave) : le caporal
- 1989 : Co to konia obchodzi? : le chef de convoi
- 1990 : Korczak : le docteur Abraham Gepner, membre du Judenrat
- 1995 : Sukces (1995) : le conseiller juridique de Petrochemia
- 1997 : Un air si pur... : Elmer

## Décorations
- Croix d'argent du Mérite polonais (1987)
- Médaille d'argent du Mérite culturel polonais Gloria Artis[4].